# 克雷德姆斯
克雷德姆斯（英語：Cleidemus），约活动于公元前350年前后。古希腊学者，最早的雅典与阿提卡地方史和编年史专家之一。他所著的《阿提卡史》约四卷本，但被后来的版本所取代。